# Raúl Torres
Raúl Damián Torres Rodríguez (Monclova, 26 agosto 1996) è un calciatore messicano, centrocampista dell'Atlético Morelia.

## Carriera
Cresciuto nel settore giovanile del Tigres UANL, ha esordito in prima squadra il 23 luglio 2017 disputando l'incontro di Liga MX vinto 5-0 contro il Puebla. All'inizio del 2020 è stato ceduto in prestito al Venados, dove ha giocato per una stagione e mezza nella seconda divisione messicana. Rientrato dal prestito, nell'estate del 2021 viene ceduto a titolo temporaneo al Querétaro, formazione della massima serie messicana.

## Statistiche

### Presenze e reti nei club
Statistiche aggiornate al 13 febbraio 2022.
| Stagione           | Squadra            | Campionato         | Campionato | Campionato | Coppe nazionali | Coppe nazionali | Coppe nazionali | Coppe continentali | Coppe continentali | Coppe continentali | Altre coppe | Altre coppe | Altre coppe | Totale | Totale |
| Stagione           | Squadra            | Comp               | Pres       | Reti       | Comp            | Pres            | Reti            | Comp               | Pres               | Reti               | Comp        | Pres        | Reti        | Pres   | Reti   |
| ------------------ | ------------------ | ------------------ | ---------- | ---------- | --------------- | --------------- | --------------- | ------------------ | ------------------ | ------------------ | ----------- | ----------- | ----------- | ------ | ------ |
| 2017-2018          | Tigres UANL        | LMX                | 7          | 0          | CM              | 3               | 0               | CCL                | 0                  | 0                  | CdC         | 1           | 0           | 11     | 0      |
| 2018-2019          | Tigres UANL        | LMX                | 3          | 0          | CM              | 4               | 1               | CCL                | 1                  | 0                  | CdC+CC      | 0           | 0           | 8      | 1      |
| 2019-gen. 2020     | Tigres UANL        | LMX                | 0          | 0          | CM              | 0               | 0               |                    | -                  | -                  | CdC+LC      | 0           | 0           | 0      | 0      |
| Totale Tigres UANL | Totale Tigres UANL | Totale Tigres UANL | 10         | 0          |                 | 7               | 1               |                    | 1                  | 0                  |             | 1           | 0           | 19     | 1      |
| gen.-giu. 2020     | Venados            | AMX                | 8          | 0          | CM              | 2               | 0               |                    | -                  | -                  |             | -           | -           | 10     | 0      |
| 2020-2021          | Venados            | LdE                | 30         | 5          |                 | -               | -               |                    | -                  | -                  |             | -           | -           | 30     | 5      |
| Totale Venados     | Totale Venados     | Totale Venados     | 38         | 5          |                 | 2               | 0               |                    | -                  | -                  |             | -           | -           | 40     | 5      |
| 2021-2022          | Querétaro          | LMX                | 15         | 0          |                 | -               | -               |                    | -                  | -                  |             | -           | -           | 15     | 0      |
| Totale carriera    | Totale carriera    | Totale carriera    | 63         | 5          |                 | 9               | 1               |                    | 1                  | 0                  |             | 1           | 0           | 74     | 6      |